# Riksväg 85
Riksväg 85 (norska: Riksvei 85) är en riksväg i Nordlands och Troms fylken i norra Norge som går mellan byn Bognes i Hamarøy kommun i Nordland fylke och staden Sortland i Sortlands kommun i Nordland fylke. Sträckan mellan Kåringen i Lødingens kommun i Nordland fylke och Gullesfjordbotn i Kvæfjords kommun i Troms fylke är gemensam med Europaväg 10. Det finns en färjeförbindelse längs vägen, mellan Bognes och Lødingen.
Exklusive färjeförbindelsen samt den sträcka som är gemensam med Europaväg 10 är vägen 37,8 kilometer lång, varav 18,8 kilometer i Nordland fylke och 19,0 kilometer i Troms fylke. Den är asfalterad och passerar bland annat genom tätorterna Lødingen och Strand.
Vägen ansluter till:
- Europaväg 6 (vid Bognes)
- Europaväg 10 (vid Kåringen)
- Fylkesväg 837 (vid Kanstadstraumen)
- Europaväg 10 (vid Gullesfjordbotn)
- Fylkesväg 850 (vid Langvassbukta)
- Fylkesväg 822 (vid Austpollen)
- Fylkesväg 82 (vid Sortland)
- Fylkesväg 820 (vid Sortland)

## Bilder

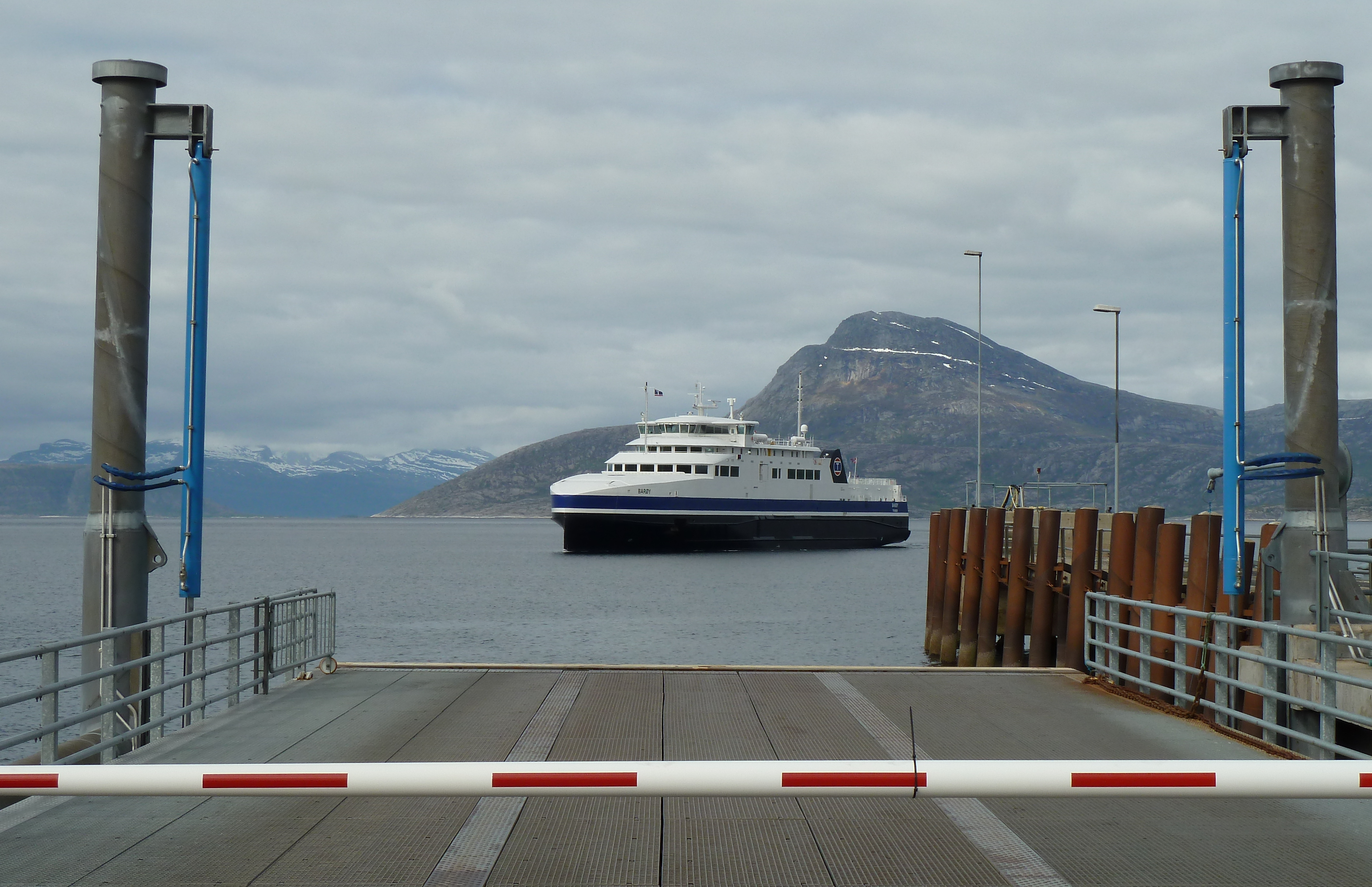
Färjeläget i Bognes.
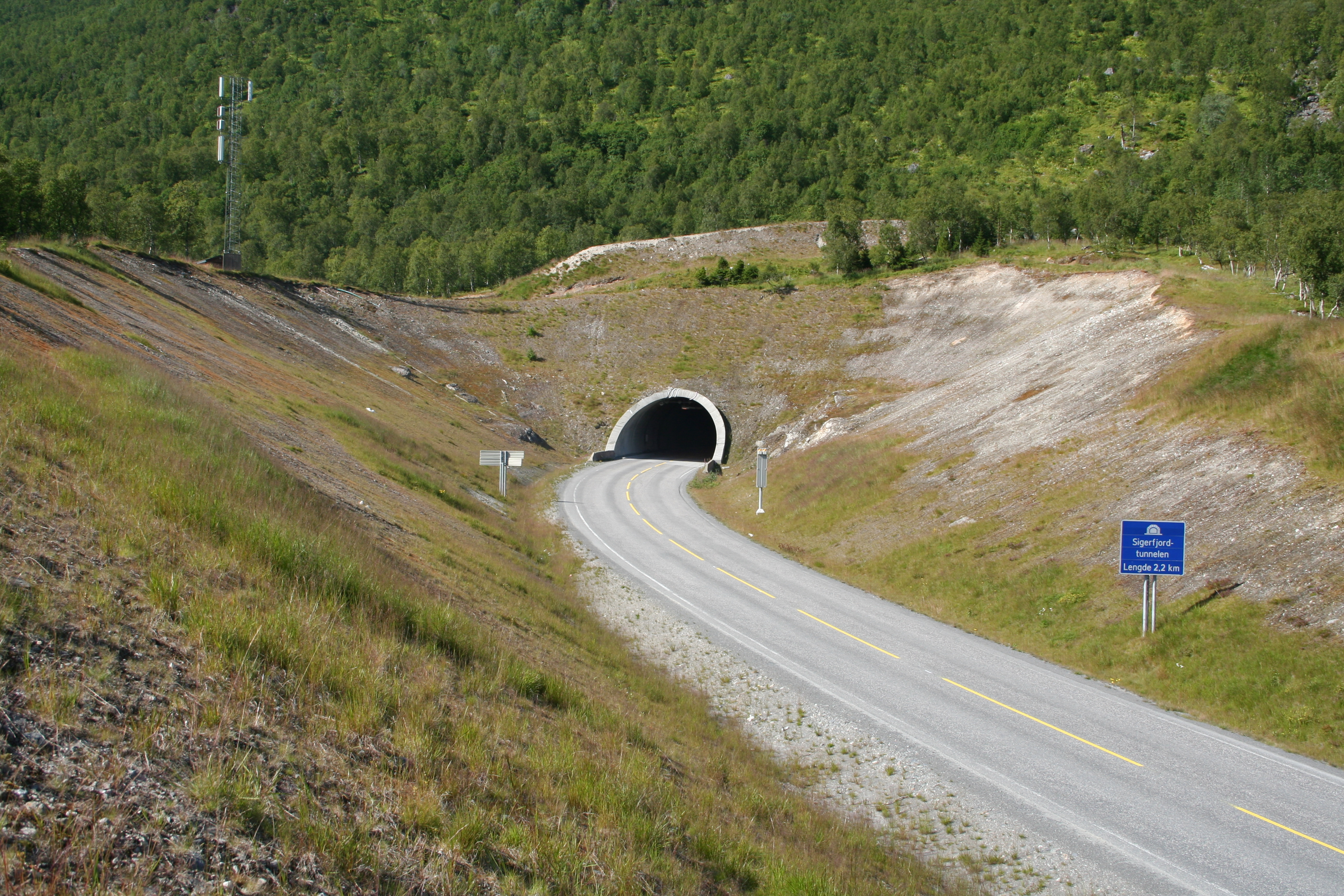
Riksväg 85 vid Sigerfjordstunneln.
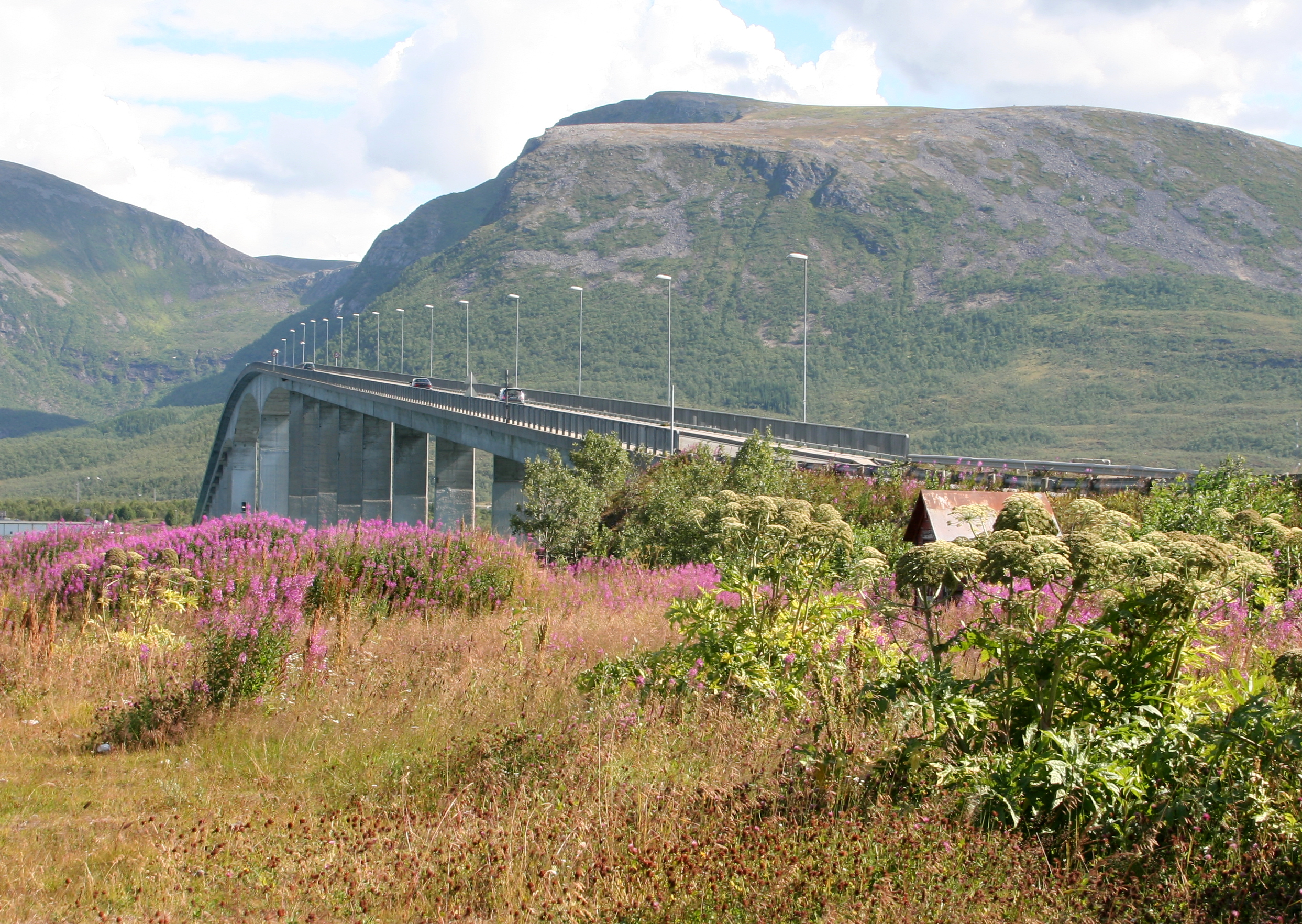
Riksväg 85 vid Sortlandsbron.